# Новица Петковић
Новица Петковић (Доња Гуштерица, код Липљана, 18. јануар 1941 — Београд, 7. август 2008) био је српски књижевник, поетски стручњак, књижевни теоретичар, књижевни критичар, есејиста, преводилац, универзитетски професор и академик.

## Биографија
Дипломирао је 1963. на групи за српски језик и књижевност на Филозофском факултету Универзитета у Сарајеву, где је одбранио докторску дисертацију „Лингвистички основи поетике Опојаза“ 1974. године, и до 1983. радио као професор, након чега је прешао на Институт за књижевност и уметност САНУ у Београду. 
Од 1992. је био професор Филолошког факултета Универзитета у Београду, гдје је предавао српску књижевност 20. вијека. Дописни члан Академије наука и умјетности Републике Српске је постао 27. јуна 1997, а редовни 21. јуна 2004. године.
Преминуо је у Београду 7. августа 2008. у 68. години живота, а сахрањен је у Алеји заслужних грађана на Новом гробљу у Београду.

## Награде
- Награда листа „Младост”, за књигу Артикулација песме, 1969.
- Награда „Др Јован Максимовић”, за превод књиге Поетика композиције и семиотика иконе Бориса Успенског, 1981.
- Награда „Ђорђе Јовановић”, за књигу Од формализма ка семиотици, 1984.
- Награда „Милан Богдановић”, за критички текст о књизи Облик и смисао Светозара Петровића, 1987.
- Награда „Исидора Секулић”, за књигу Огледи из српске поетике, 1990.
- Награда Вукове задужбине за уметност, Сабрана дела Момчила Настасијевића, 1992.
- Награда „Станислав Винавер”, за књигу Лирика Милоша Црњанског, 1995.
- Награда „Лаза Костић”, специјална награда, 1996.
- Награда „Младен Лесковац”, за књигу Лирске епифаније Милоша Црњанског, 1996.
- Награда „Николај Тимченко”, за књигу Словенске пчеле у Грачаници, 2008.

## Дјела
- Артикулација песме, Свјетлост, Сарајево, 1968,
- Артикулација песме II, Свјетлост, Сарајево, 1972,
- Језик у књижевном делу, Београд, 1975.
- Од формализма ка семиотици, БИГЗ, Београд, 1984.
- Два српска романа, Београд 1988.
- Огледи из српске поетике, Завод за уџбенике и наставна средства, Београд, 1990,
- Настасијевићева песма у настајању, БИГЗ, Београд, 1995,
- Лирске епифаније Милоша Црњанског, СКЗ, Београд, 1996,
- Огледи о српским песницима, Друштво за српски језик и књижевност, Београд, (1999)
- Поезија и критика, уџбеник, Завод за уџбенике и наставна средстава Републике Српске, Српско Сарајево, (2002)
- Публицистичка стилистика, уџбеник, Завод за уџбенике и наставна средстава Републике Српске, Српско Сарајево, (2002)
- Словенске пчеле у Грачаници, 2006.
- Поезија у огледалу критике, Матица српска, Нови Сад, 2007.
- Софкин силазак: Нечиста крв Боре Станковића, Задужбина Николај Тимченко-Алтера, Лесковац - Београд, 2009,
- На извору живе воде: из оставштине, Завод за уџбенике, Београд,2010;